# Flore Enyegue
Flore Enyegue, née le 9 juillet 1991, est une footballeuse internationale camerounaise qui joue au poste de gardienne de but. Elle est membre de l'équipe nationale féminine de football du Cameroun. 

## Biographie

### Carrière en club
En club, elle joue pour l'AS Police au Cameroun.

### Carrière internationale
Elle fait partie de l'équipe lors de la Coupe du monde 2015. Elle est appelée en équipe du Cameroun pour disputer la Coupe d'Afrique des nations 2022 au Maroc aux côtés des gardiennes Ange Bawou et Pauline Ayangma,.